# Hải âu Fulmar phương Bắc
Hải âu Fulmar phương Bắc, tên khoa học Fulmarus glacialis, là một loài chim trong họ Procellariidae.

## Hình ảnh

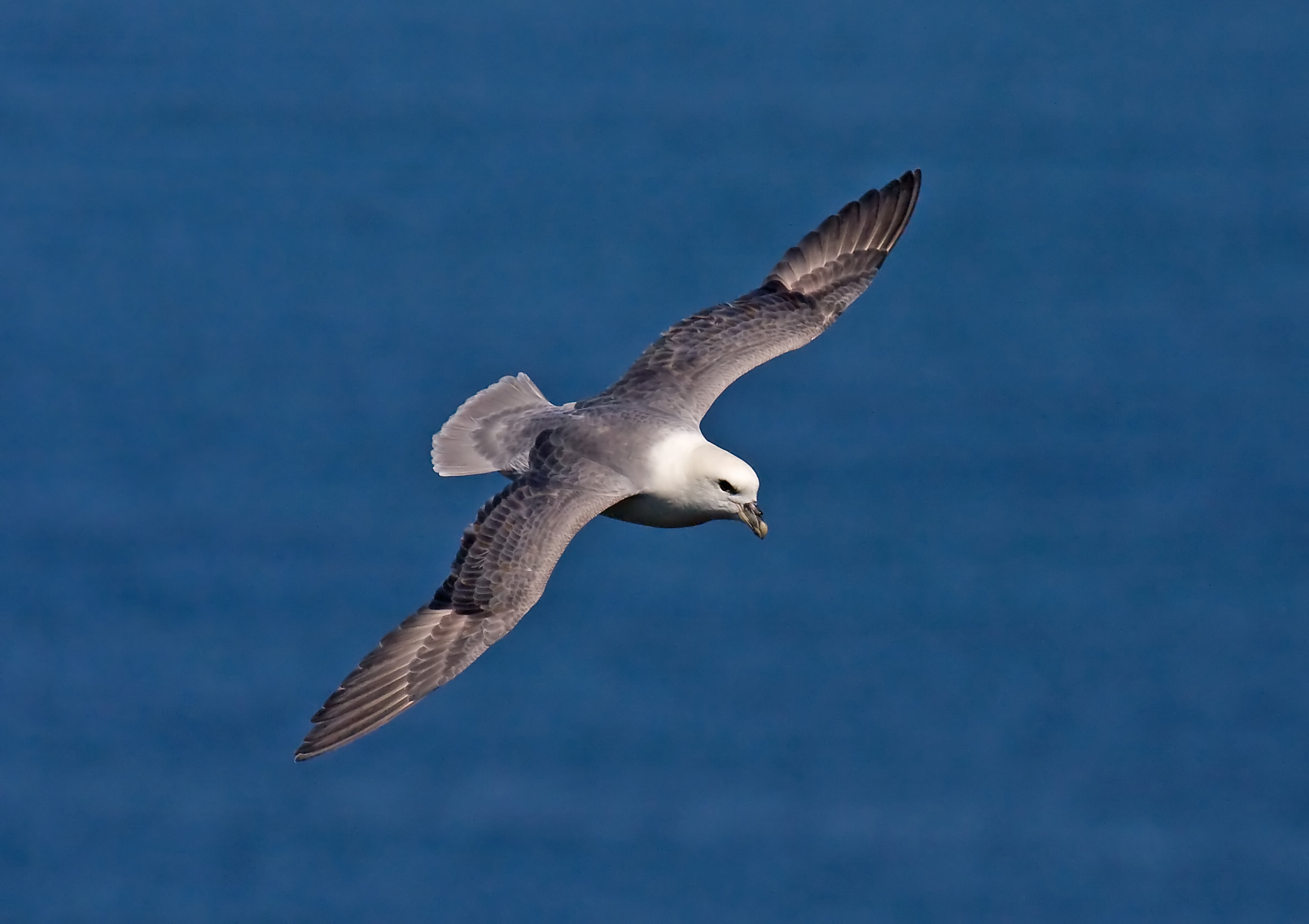
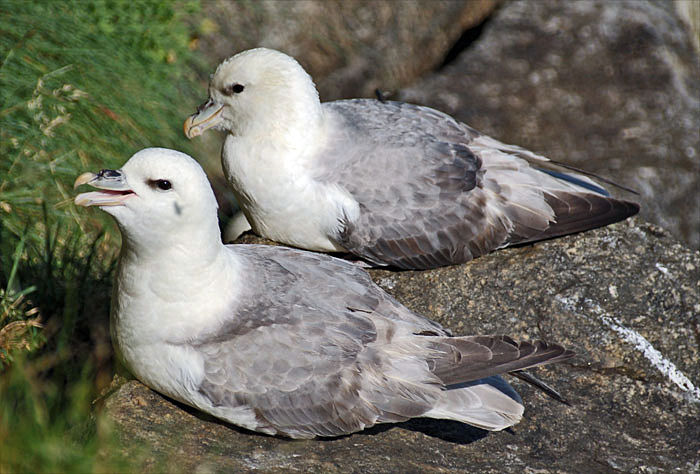
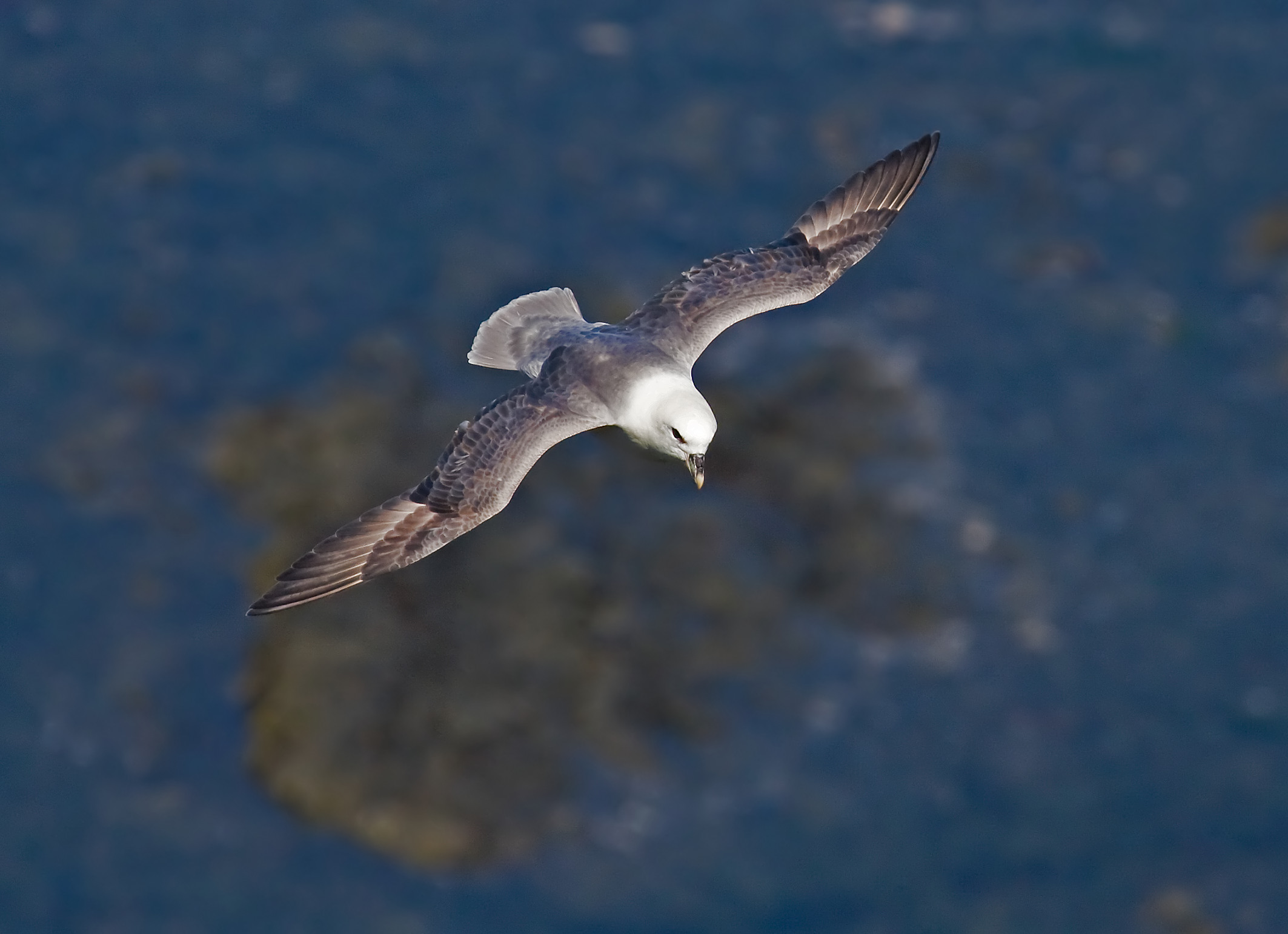
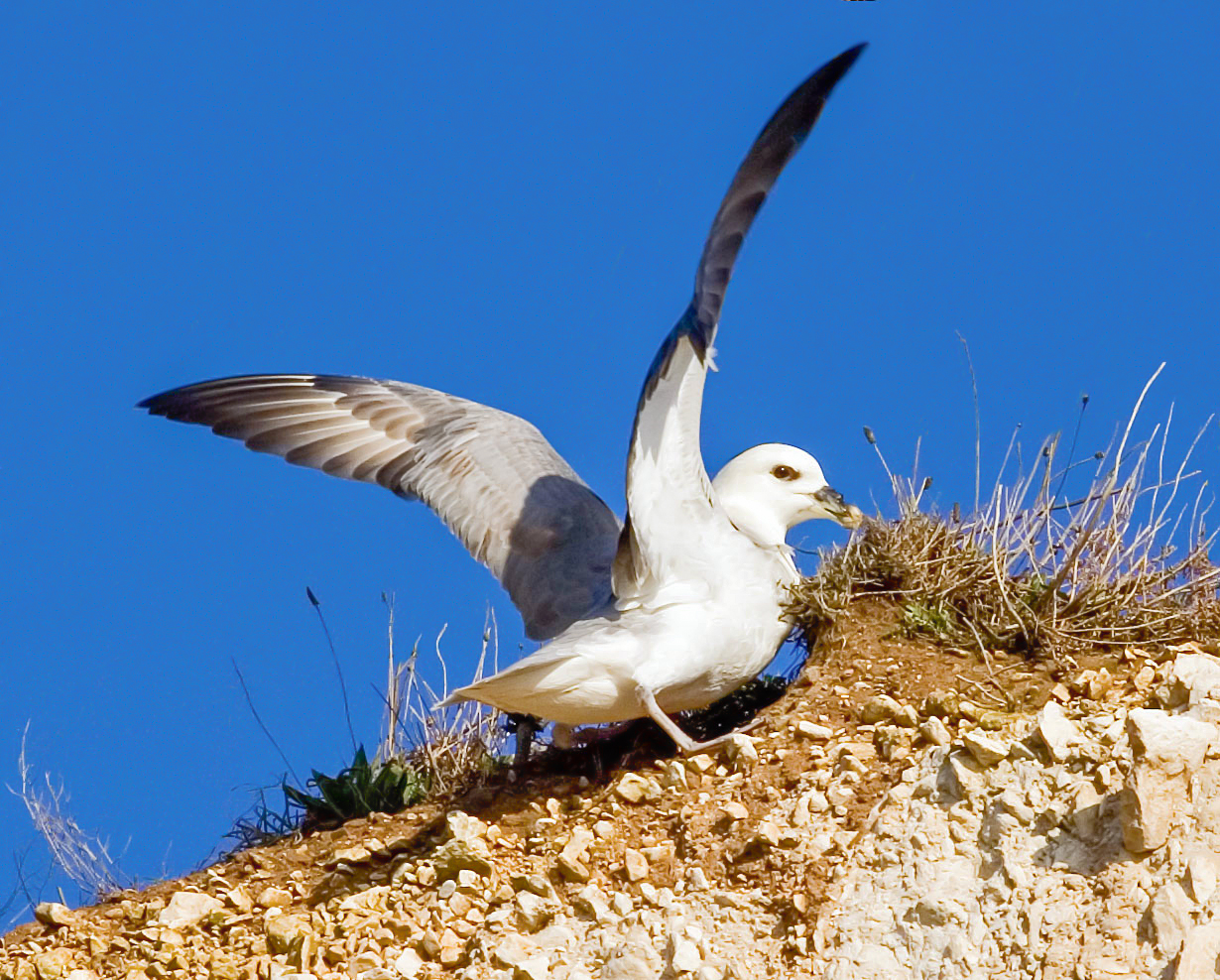
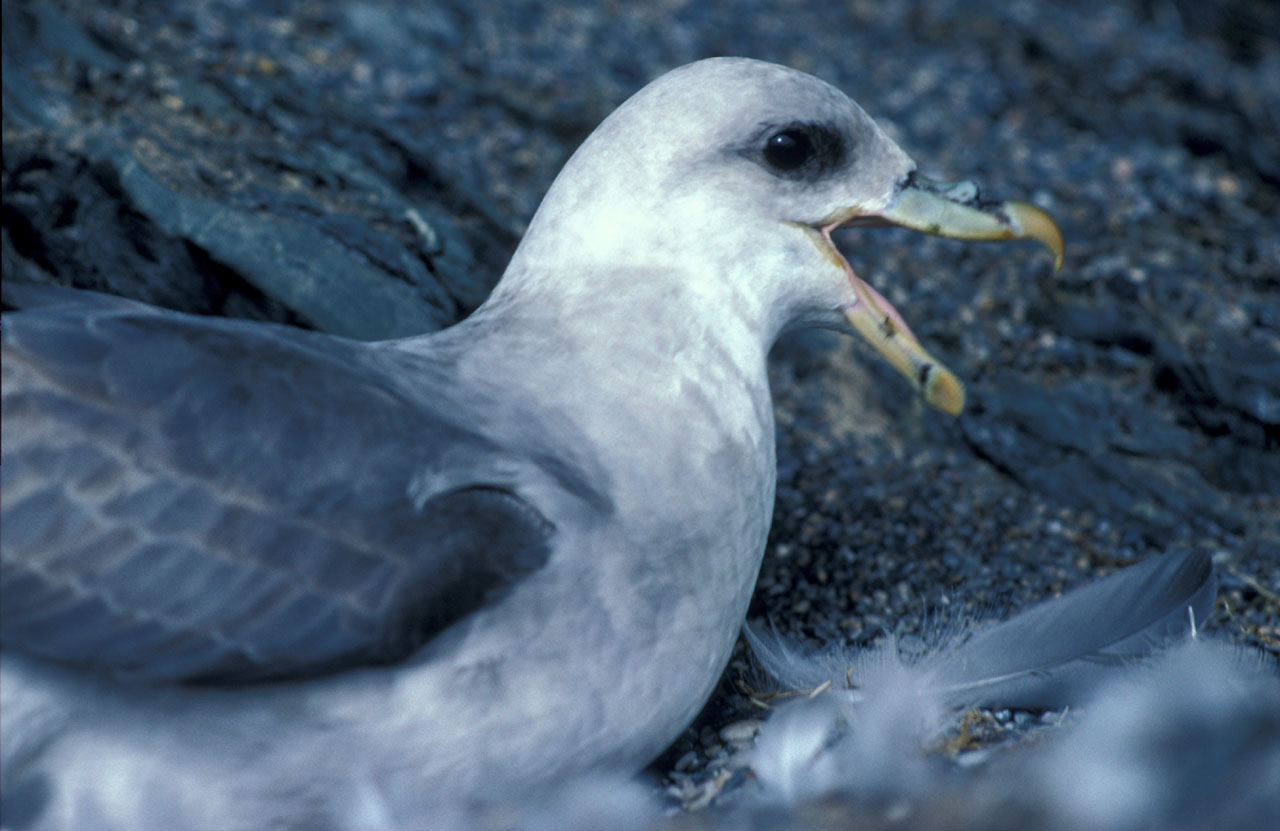
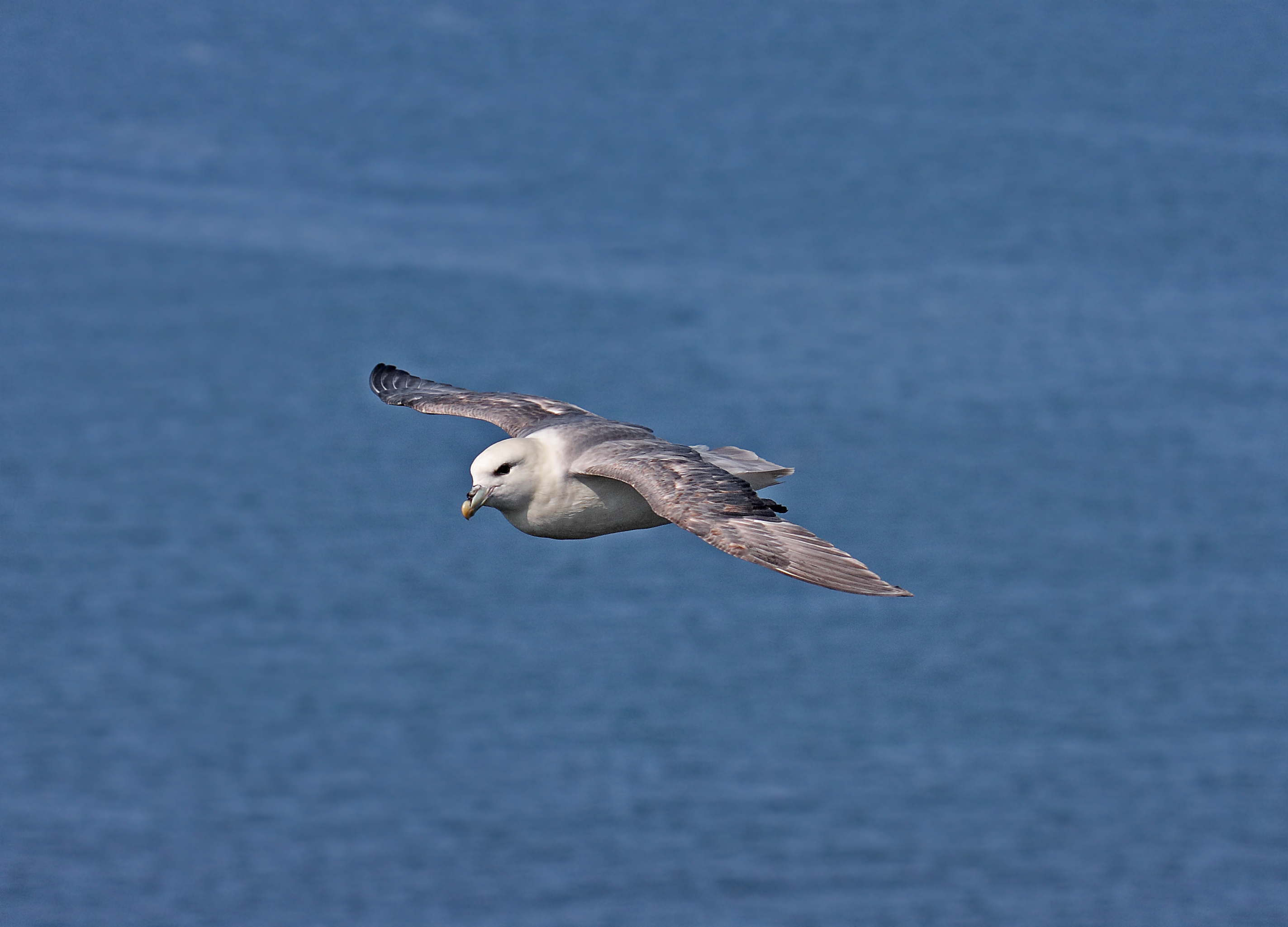
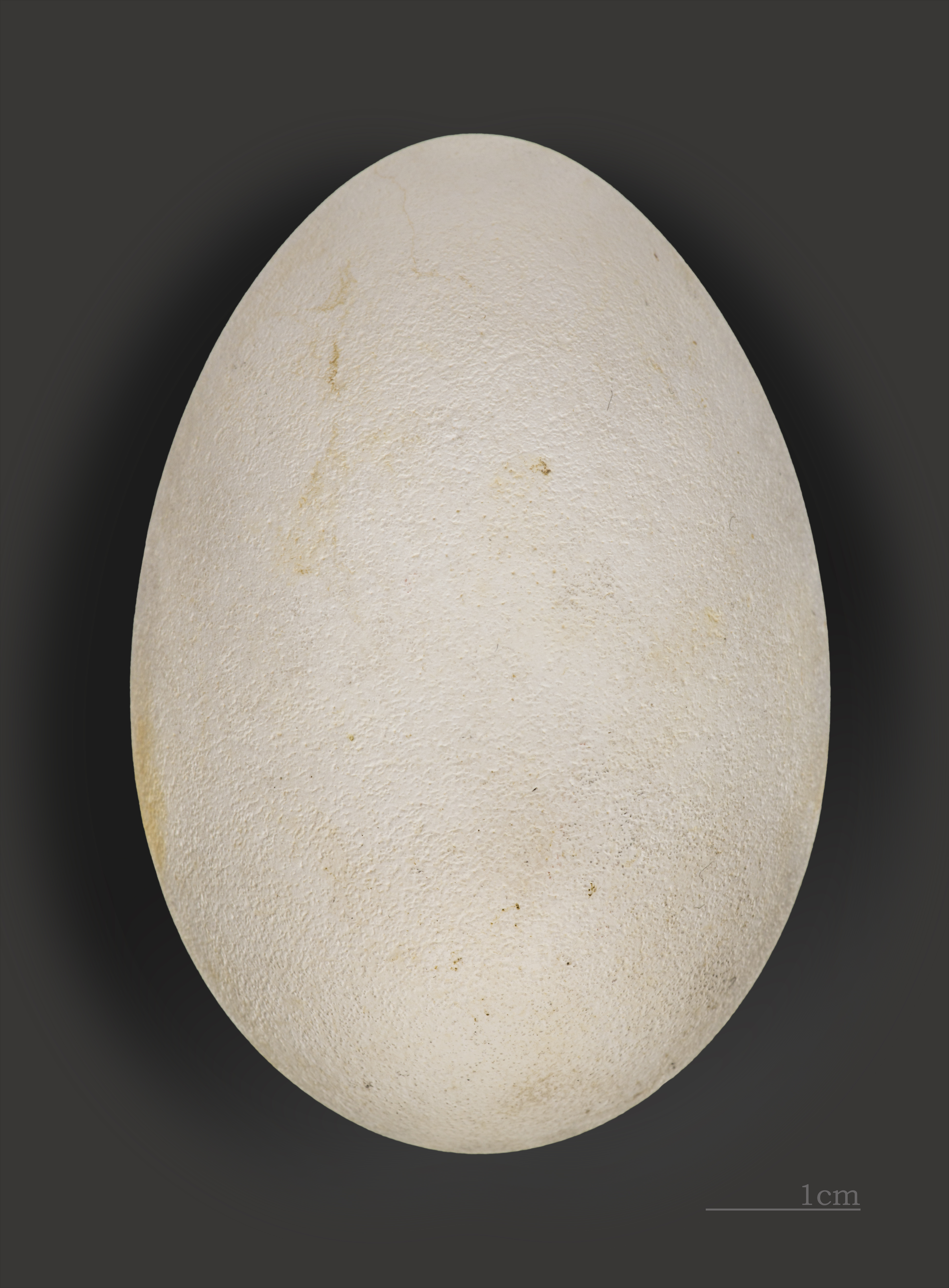
Trứng